# Ambulyx tattina
Espèce
Ambulyx tattina est une espèce de lépidoptères de la famille des Sphingidae, sous-famille des Smerinthinae, tribu des Ambulycini, et du genre Ambulyx.

## Description
L'espèce peut être distinguée des autres Ambulyx par l'absence de taches sombres sub-basales sur la face dorsale de l'aile antérieure, et la division du tiers distal net de la face dorsale de l'antérieure en une moitié pâle et une moitié postérieure sombre.

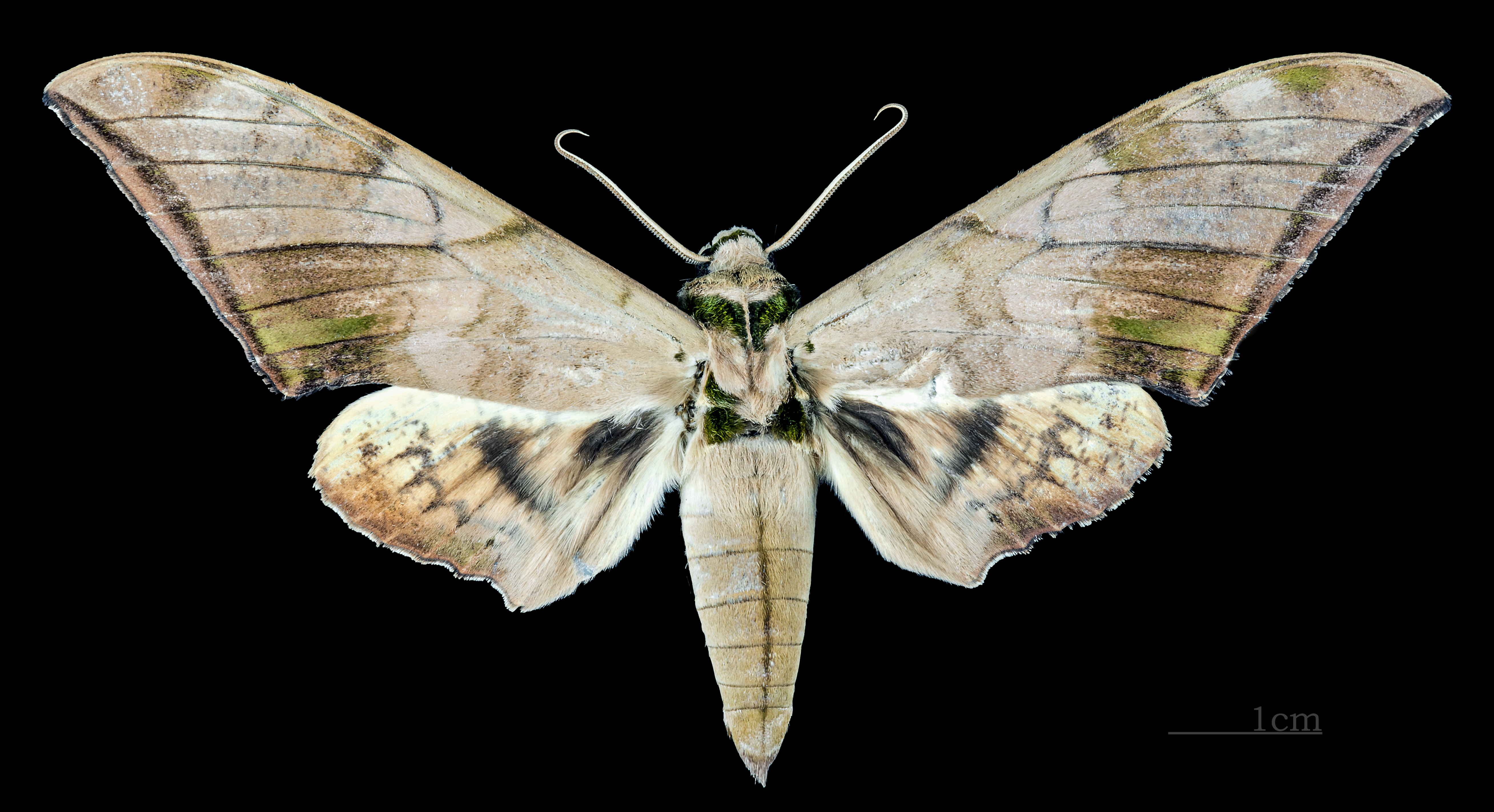
Face dorsale du mâle (coll. MHNT)
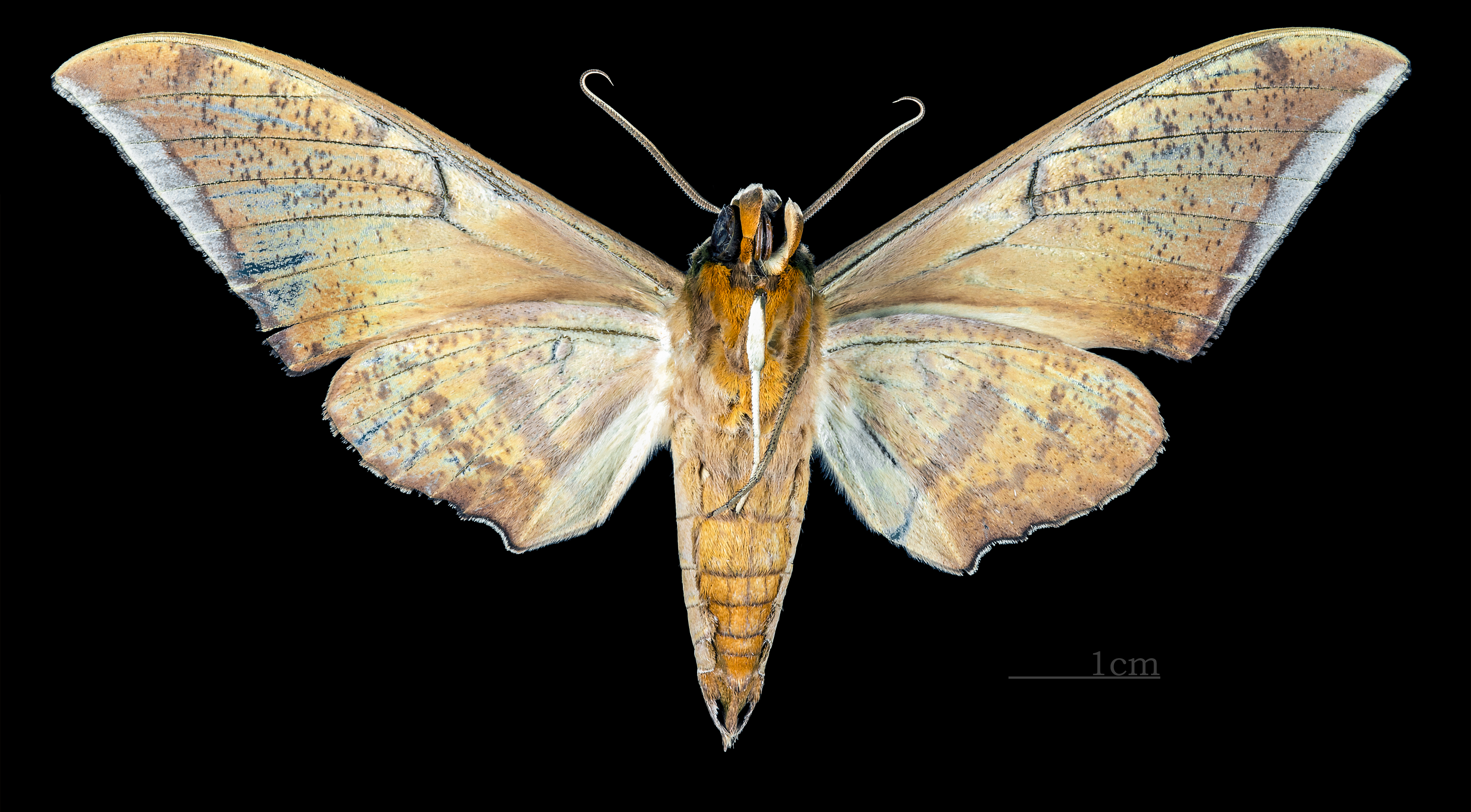
Revers du mâle (coll. MHNT)
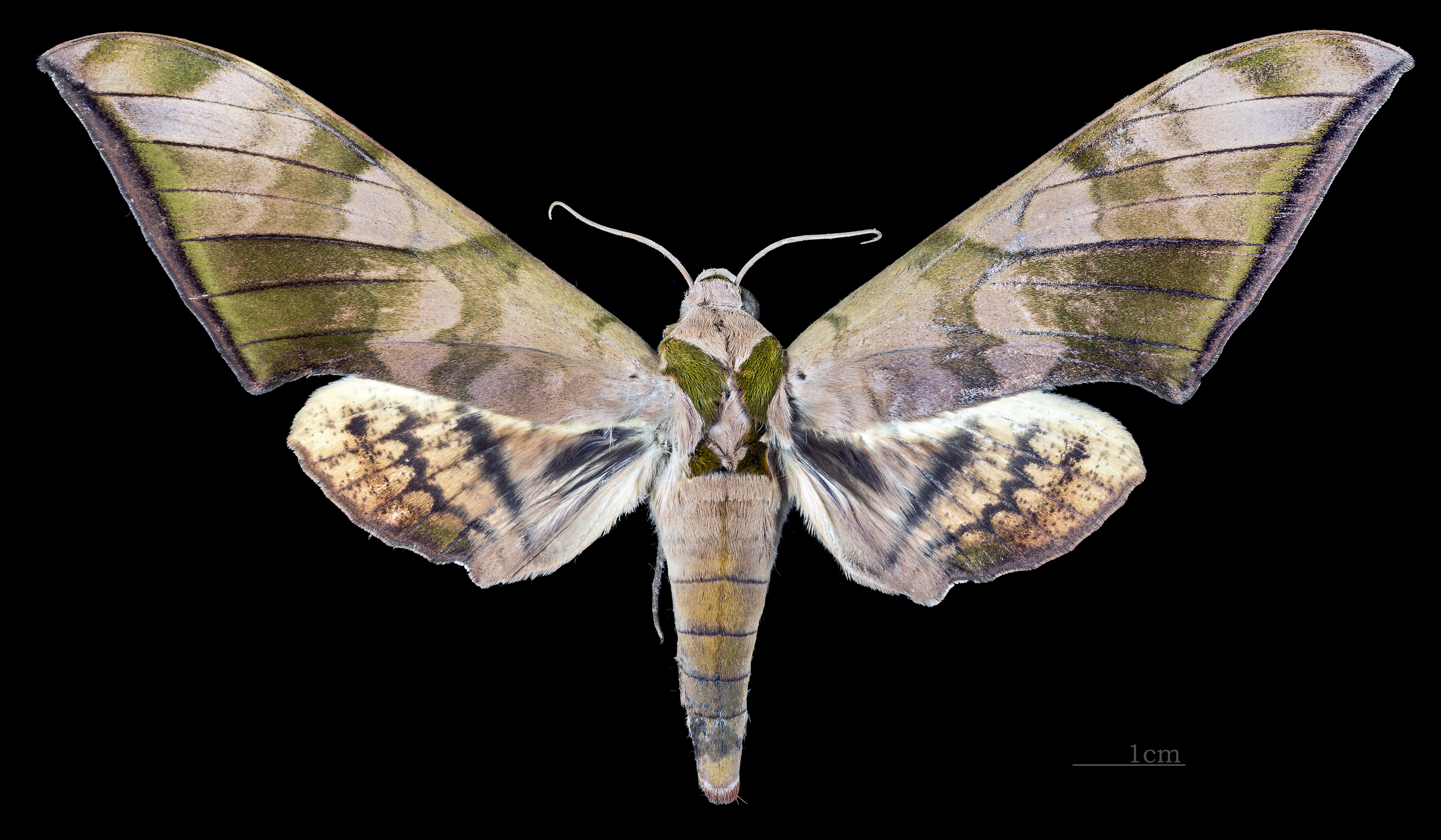
Face dorsale de la femelle (coll. MHNT)
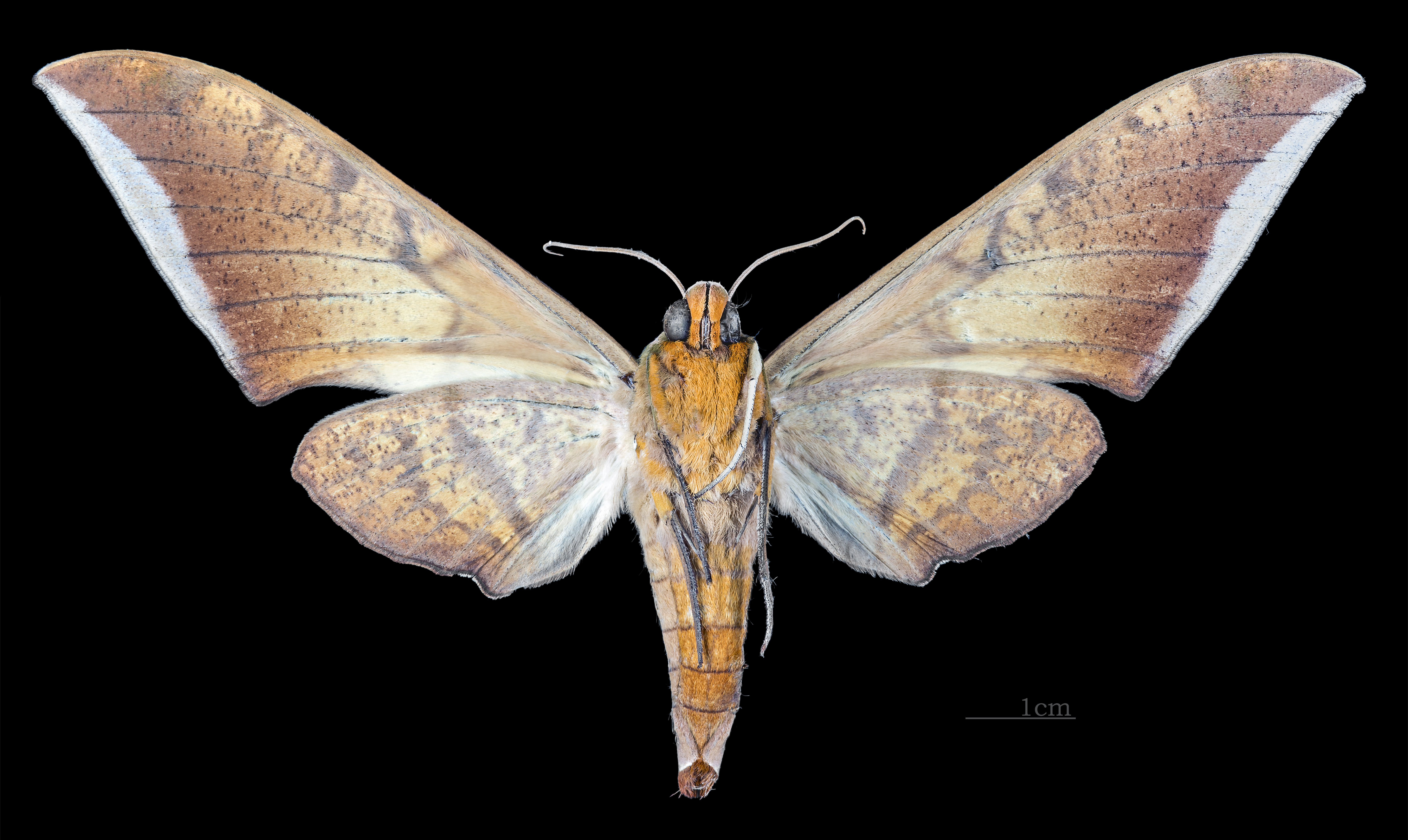
Revers de la femelle (coll. MHNT)

## Distribution et habitat
Distribution
L'espèce est connue en Thaïlande, en Malaisie, à Bornéo, Sumatra, dans l’île de Java et aux Philippines.

## Systématique
- L'espèce Ambulyx tattina a été décrite par l'entomologiste allemand Karl Jordan en 1919, sous le nom initial d’Oxyambulyx substrigilis tattina[1].

### Synonymie
- Oxyambulyx substrigilis tattina Jordan, 1919 Protonyme
- Oxyambulyx tattina Jordan, 1919
- Ambulyx tattina borneensis Gehlen, 1940[2]
- Oxyambulyx tattina uichancoi Clark, 1938

### Sous-espèces
- Ambulyx tattina tattina (Thaïlande, Malaisie, Bornéo, Sumatra, Java, Philippines)
- Ambulyx tattina uichancoi (Clark, 1938)[3] (Philippines)